# Alejandro Cotto
Alejandro Cotto (Suchitoto, Cuscatlán; 13 de noviembre de 1928 - 5 de junio de 2015) fue un cineasta, escritor, poeta y promotor cultural. 
Además, es conocido como el "Hijo de Suchitoto", por sus aportes culturales en el municipio.

## Reseña biográfica
Alejandro Cotto nació en el municipio de Suchitoto, El Salvador. Viajó a México para estudiar cine, gracias a una beca, y tuvo la oportunidad de trabajar con Emilio Fernández, Julio Bracho y Luis Buñuel, además de ser influenciado por el fotógrafo Gabriel Figueroa.
Al retornar a El Salvador, produjo dos cortometrajes sobre Suchitoto: "Festival en Suchitoto", de 1950 y "Sinfonía de Mi Pueblo", de 1951.
En 1959 estrena su primer largometraje titulado como "Camino de Esperanza", documental que hacía una denuncia a la irresponsabilidad paternal. Dos años después, en 1961, estrena su segunda película, "El Rostro", la cual fue presentada en Berlín, Alemania, recibiendo críticas de sus compatriotas.
En 1973 estrenó el documental "El Carretón de Sueños" que retrataba la realidad de miles de familias salvadoreñas en la década de los 70s en las ciudades y pueblos de San Salvador.
Por su labor cultural, la Asamblea Legislativa lo declaró “Hijo Meritísimo” el 12 de noviembre de 1992, y se le otorgó el Premio Nacional de Cultura por “Rescate Cultura “en 1997.
Falleció el 5 de junio de 2015, a los 87 años, tras sufrir un infarto cerebral en enero de 2014, que lo dejó en un estado crítico.

## Aportes culturales en Suchitoto
Alejandro Cotto fue el encargado de escribir la letra y componer la música del himno de Suchitoto. Esta fue heredada por el municipio en 1977. También fue construido el Teatro Alejandro Cotto, administrado por el Patronato de Restauración Cultural de la Ciudad.
En las instalaciones del teatro, se realiza anualmente el Festival Permanente de Arte y Cultura, establecido por Cotto en 1991. 

## Producciones audiovisuales
- "Festival en Suchitoto" (1950).
- "Sinfonía de Mi Pueblo" (1951).
- "Camino de Esperanza" (Documental - 1959).
- "El Rostro" (Película - 1961).
- "El Carretón de Sueños" (1973).
- "Un Universo Menor" (Proyecto inconcluso, iniciada su producción en 1979).